# Sofer

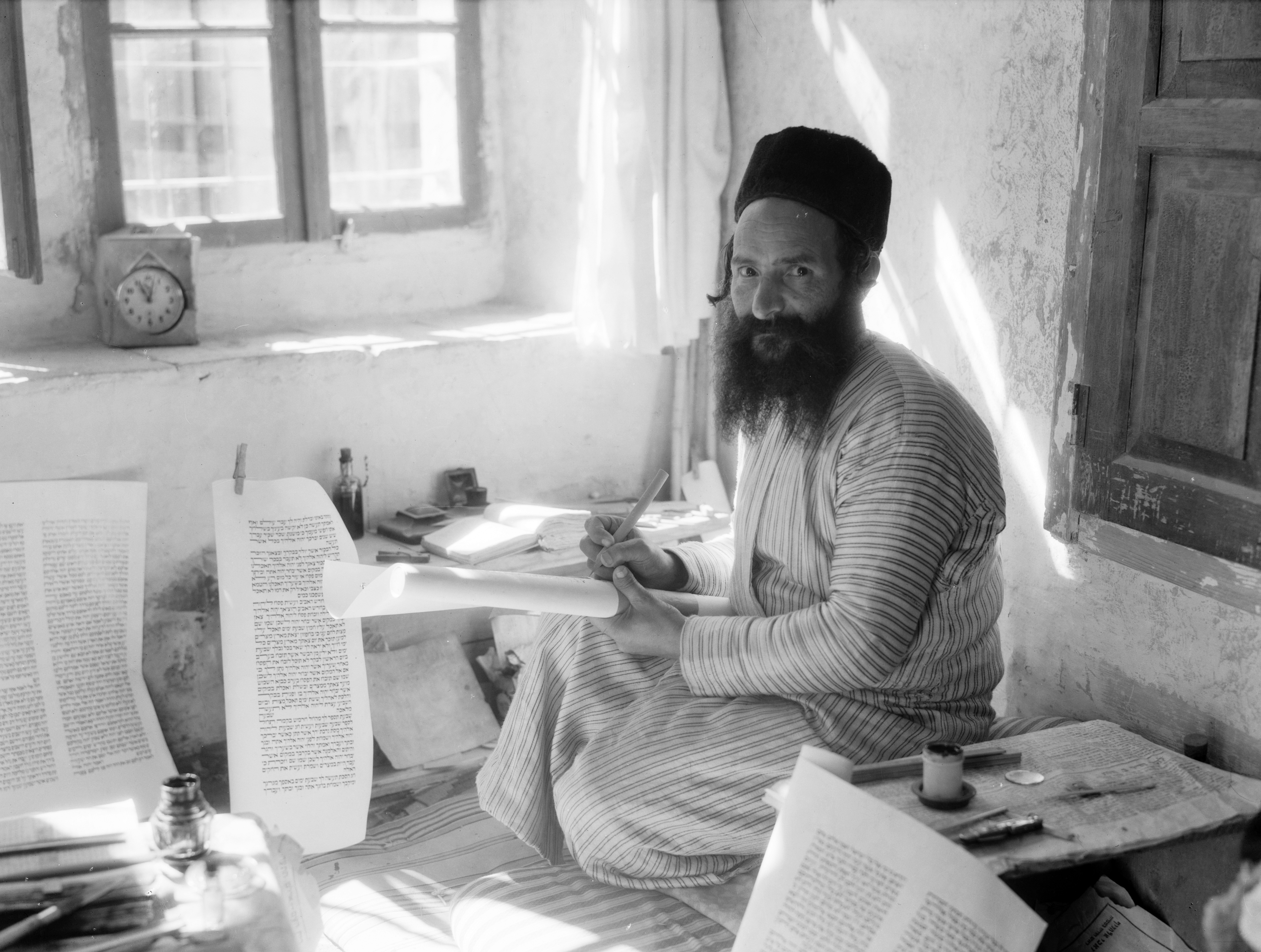
Escriba jueu de la Torà.

El sofer és un escriba jueu especialitzat en la còpia i ornamentació dels textos sagrats. Existeix una associació, la Vaad Mishmereth STaM, que qualifica els sofers professionals de manera que puguin respectar totes les lleis que envolten el tracte amb els llibres a part d'un bon domini de la cal·ligrafia.